# Potasio 40
El potasio 40 (40K) es un isótopo radioactivo de potasio que tiene un periodo de semidesintegración muy largo, de 1.251 × 109 años. Constituye 0,012 % de la cantidad total de potasio que se encuentra en la naturaleza.
40K es un raro ejemplo de un isótopo que sufre los dos tipos de desintegración beta. Alrededor del 89,28 % del tiempo, se descompone en calcio 40 (40Ca) con emisión de una partícula beta (β-, un electrón) con una energía máxima de 1,33 MeV y un antineutrino. Aproximadamente el 10,72 % del tiempo se desintegra hasta argón 40 (40Ar) por captura electrónica, con la emisión de rayos gamma de 1,460 MeV y un neutrino. La desintegración radioactiva de este isótopo particular explica la gran abundancia del argón (casi un 1 %) en la atmósfera terrestre. Muy raramente (0,001 % del tiempo) se desintegrará hasta 40Ar emitiendo un positrón (β+) y un neutrino.

## Datación potasio-argón

Esquema de desintegración

40K es especialmente importante en la datación potasio-argón (K-Ar). El argón es un gas que normalmente no se combina con otros elementos. Por lo tanto, cuando un mineral se forma —ya sea de roca fundida, o de sustancias disueltas en el agua— será inicialmente libre de argón, incluso si hay algo de argón en el líquido. Sin embargo, si el mineral contiene potasio, entonces la desintegración del isótopo 40K presente creará 40Ar que permanecerá encerrado en el mineral. Puesto que se conoce la velocidad a la que se produce esta conversión, es posible determinar el tiempo transcurrido desde el mineral formado por la medición de la proporción de átomos 40K y 40Ar contenidos en él.
El argón encontrado en la atmósfera terrestre es 99,6 % 40Ar; mientras que el argón en el Sol —y presumiblemente en el material primordial que se condensó en los planetas— es mayormente 36Ar, con menos del 15 % de 38Ar. Se deduce que la mayor parte del argón terrestre deriva del 40K que se descompone en 40Ar, que eventualmente escapó a la atmósfera.

## Contribución a la radiactividad natural

La evolución del flujo de calor radiogénico del manto de la Tierra a lo largo del tiempo: contribución de ^{40}K en amarillo..

La desintegración radioactiva de 40K en el manto de la Tierra ocupa el tercer lugar, después de 232Th y 238U, como fuente de calor radiogénico. El núcleo también contiene fuentes radiogénicas, aunque la cantidad es incierta. Se ha propuesto que la radioactividad significativa del núcleo (1-2 TW) puede ser causada por altos niveles de U, Th y K.
40K es la fuente más grande de radioactividad natural en animales, incluyendo humanos. Un cuerpo humano de 70 kg contiene aproximadamente 140 gramos de potasio, por lo tanto alrededor de 0,000117 × 140 = 0,0164 gramos son de 40K; cuyo decaimiento produce alrededor de 4,300 desintegraciones por segundo (bequerelios) a lo largo de la vida del cuerpo.